# Auerbräu
Die Auerbräu GmbH mit Sitz in Rosenheim ist Teil der Paulaner Brauereigruppe, die mehrheitlich im Besitz der Schörghuber Unternehmensgruppe ist.

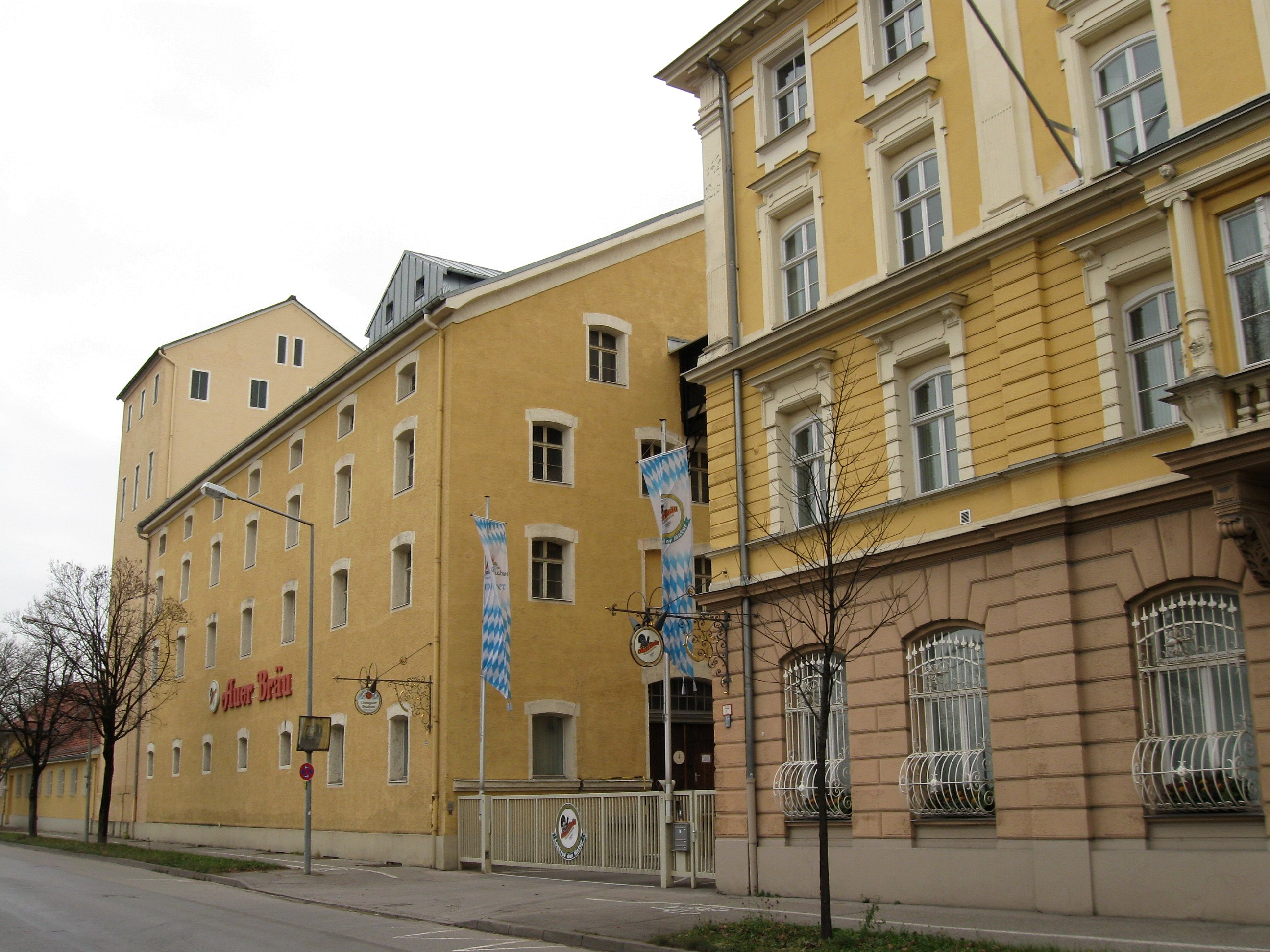
Auerbräu Rosenheim

## Geschichte
Die Geschichte des Unternehmens begann 1887 mit dem Erwerb eines Grundstückes in der Nähe des Rosenheimer Bahnhofes durch Johann Auer. Nach Erwerb des älteren Saubräu im Jahr 1888 und der Entscheidung für den balzenden Auerhahn als Symbol begann am 17. September 1889 der Braubetrieb. Bis zum Jahr 1914 konnte der jährliche Ausstoß auf 36.000 Hektoliter gesteigert werden.
Nachdem Auerbräu ab 1913 einige kleinere Brauereien in Rosenheim und Umgebung übernommen hatte, wurde am 2. März 1923 eine Aktiengesellschaft durch Zusammenschluss von Auerbräu mit der Münchner Paulaner-Salvator-Thomasbräu AG sowie der Schuhbrauerei aus Bad Aibling, der Schlossbrauerei in Brannenburg und der Schlossbrauerei Vagen gegründet. Bis 1929 konnte die AG ihren Ausstoß auf 70.000 Hektoliter steigern, infolge der Weltwirtschaftskrise ging dieser jedoch wieder bis 1933 auf 40.000 Hektoliter zurück. Erst 1939 wurde wieder die 70.000er-Marke erreicht.
Während des Zweiten Weltkriegs konnte der Ausstoß sogar auf 82.000 Hektoliter gesteigert werden, obwohl zahlreiche Mitarbeiter eingezogen worden waren. Ein Bombenangriff 1945 zerstörte große Teile der Produktionsstätte. Nach dem Wiederaufbau konnte sich die Brauerei ab Mitte der 1950er erfolgreich auf dem Markt etablieren. Der Bierausstoß lag sowohl über dem Durchschnitt bayerischer wie bundesdeutscher Brauereien.
1984 übernahm die Paulaner-Salvator-Thomasbräu AG die Aktienmehrheit. Ab 1986 wurde zur Steigerung des Absatzes verstärkt auf Handelsmarken gesetzt. Dank der 1991 erfolgten Investition in eine neue Abfüllanlage, die 30.000 Flaschen pro Stunde abfüllt, konnte 1992 mit 316.000 Hektolitern ein neuer Rekordausstoß erreicht werden. Als weitere Modernisierungsmaßnahmen wurde 1995 in eine eigene Hefereinzucht investiert sowie 1996 ein eigener Tiefwasserbrunnen in Betrieb genommen.

## Produkte
Unter dem Namen Rosenheimer Bierspezialitäten vertreibt die Brauerei zurzeit elf Biersorten in 0,5-Liter-Flaschen.
Als weitere Marke dient 111, die einmal als 111 Zwickl, als 111 Hefe-Flaschlweisse und als 111 Spritz in der 0,33-Liter-Gourmetflasche angeboten wird. Schließlich gehören zum Sortiment auch sieben alkoholfreie Getränke.

### Chiemseer

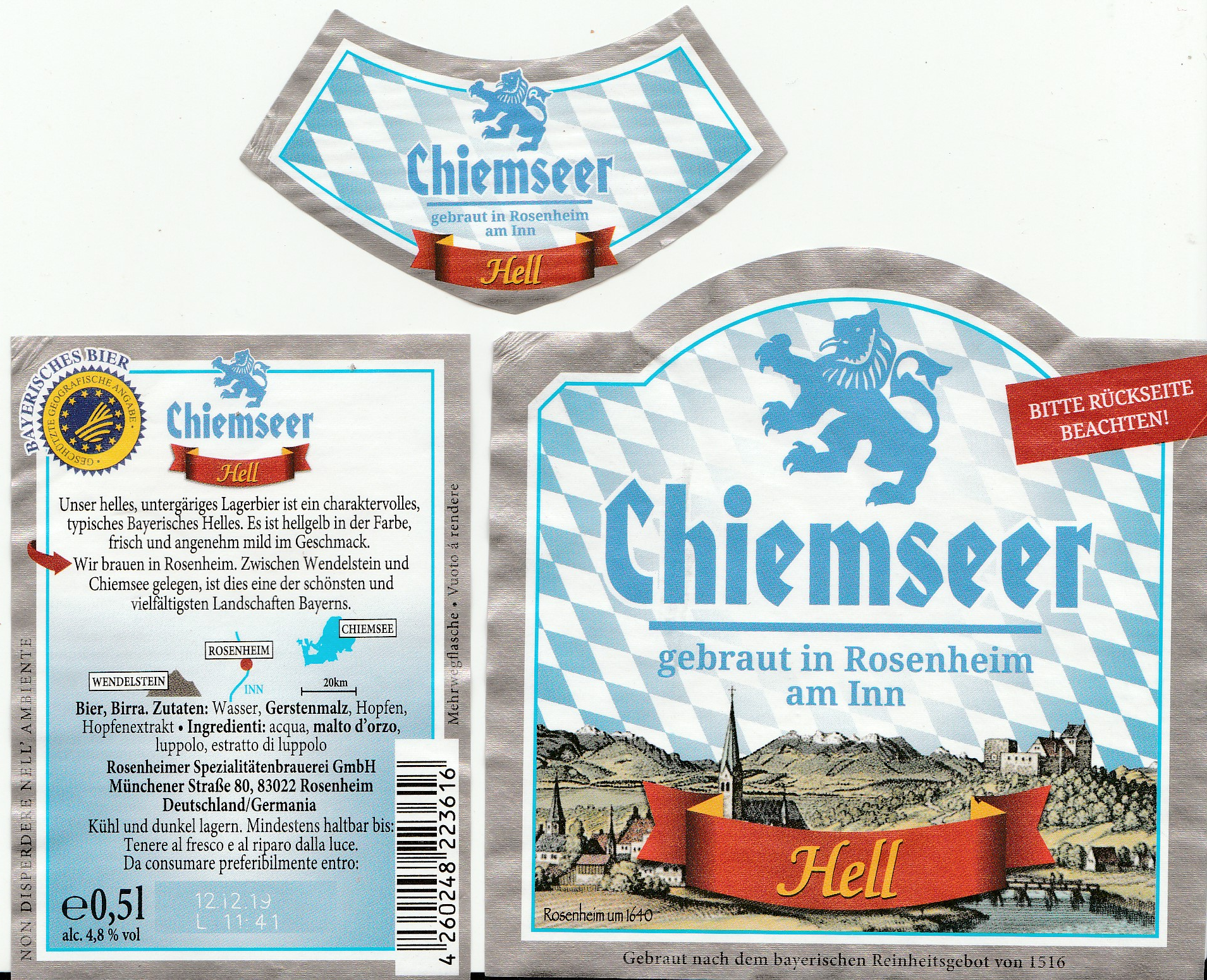
Etikett von Chiemseer Hell (2019)

Auch die ehemalige Chiemgauer Brauhaus GmbH (heute Rosenheimer Spezialitätenbrauerei GmbH), die das Chiemseer-Bier vertreibt, gehört zur Brauerei. In einem Streit um den Markennamen gab das Oberlandesgericht München der klagenden Zentrale zur Bekämpfung unlauteren Wettbewerbs Recht und entschied, dass das Bier nicht mehr als Chiemseer verkauft werden darf, weil der Brauort Rosenheim nicht am Chiemsee liegt. Die Brauerei behält sich vor, als nächste Instanz den Bundesgerichtshof anzurufen.
Seit Anfang Juni 2016 wird das Bier mit neuen Etiketten ausgeliefert. Der Name Chiemseer blieb bestehen, jedoch mit dem Untertitel Gebraut in Rosenheim am Inn und dem Hinweis, die Rückseite zu beachten. Auf dieser wird auf die Lage Rosenheims zwischen Wendelstein und Chiemsee hingewiesen.
Außerdem wurden die Flaschen in Getränkekisten mit Anhängern ausgestattet, die ebenfalls die Lage Rosenheims zeigen sowie folgende Erklärung:

„Unser Bier wird in Rosenheim gebraut. Rosenheim liegt in der wunderschönen Region zwischen Chiemsee und Wendelstein. Als Oberbayern dachten wir, das sei allgemein bekannt. Es kann natürlich sein, dass wir uns diesbezüglich geirrt haben. Deswegen drucken wir jetzt eine Karte auf die Rückseite der Flasche. Außerdem haben wir uns in Rosenheimer Spezialitätenbrauerei umbenannt. Falls Sie immer noch unsicher sind, aus welch schönem Flecken Erde unser Bier kommt, besuchen Sie uns doch einfach in Rosenheim. Wir freuen uns auf Sie. Ihre Rosenheimer Spezialitätenbrauerei“

## Herbstfest Brauerei
Neben Flötzinger Bräu ist Auerbräu eine der beiden Rosenheimer Brauereien, die eine Festhalle auf dem Rosenheimer Herbstfest betreibt.